# Michaił Pietrow (generał)
Michaił Pietrowicz Pietrow (ros. Михаи́л c Петро́в; ur. 3 stycznia?/15 stycznia 1898 we wsi Zołustieżje w obecnym obwodzie leningradzkim, zm. 10 października 1941 k. Karaczewa w obwodzie orłowskim) – radziecki dowódca wojskowy, generał major wojsk pancernych, Bohater Związku Radzieckiego (1937).

## Życiorys
Skończył 4 klasy, pracował jako ślusarz i kierowca w Piotrogrodzie.
W marcu 1917 został dowódcą oddziału Czerwonej Gwardii, uczestniczył w rewolucji październikowej – szturmie na Pałac Zimowy. W 1918 wstąpił do Armii Czerwonej, brał udział w wojnie domowej, 1923 ukończył wojskową szkołę piechoty w Tambowie, a 1932 kursy doskonalenia kadry dowódczej. Dowodził szkolnym batalionem pancernym 1. Brygady Zmechanizowanej, w latach 1936–1937 uczestniczył jako ochotnik w wojnie domowej w Hiszpanii, dowodząc batalionem czołgów w brygadzie Dmitrija Pawłowa, po powrocie do ZSRR został dowódcą dywizji pancernej. Był deputowanym do Rady Najwyższej ZSRR I kadencji (od 1937). 17 września 1939 brał udział w aneksji Zachodniej Białorusi, 4 czerwca 1940 otrzymał stopień generała-majora, a w 1941 ukończył Wyższe Kursy Akademickie przy Akademii Sztabu Generalnego im. Woroszyłowa.
Wiosną 1941 został dowódcą 17 Korpusu Zmechanizowanego w Zachodnim Specjalnym Okręgu Wojskowym. Po ataku Niemiec na ZSRR dowodził 17 KZmech Frontu Zachodniego, z którym od 26 czerwca 1941 uczestniczył w walkach obronnych pod Baranowiczami, Stołpcami i Mińskiem (bitwa białostocko-mińska). Na początku sierpnia 1941 został dowódcą 20 Korpusu Strzelców na kierunku homelskim, a 16 sierpnia 1941 dowódcą 50 Armii w ramach Frontu Briańskiego, która na początku października 1941 znalazła się w okrążeniu w orłowsko-briańskiej operacji obronnej (bitwa pod Moskwą).
7 października 1941 otrzymał rozkaz wyznaczający go dowódcą Frontu Briańskiego w miejsce rannego Andrieja Jeriomienko, jednak podczas wychodzenia z okrążenia został ciężko ranny i zmarł kilka dni później.

## Odznaczenia
- Złota Gwiazda Bohatera Związku Radzieckiego (21 czerwca 1937)
- Order Lenina (21 czerwca 1937)
- Order Czerwonej Gwiazdy
- Medal jubileuszowy „XX lat Robotniczo-Chłopskiej Armii Czerwonej”